# Grasshopper Club Zürich (Handball)
Der Grasshopper Club Zürich war ein Schweizer Handballclub der 2010 mit ZMC Amicitia Zürich fusionierte.

## Geschichte

### 1930er

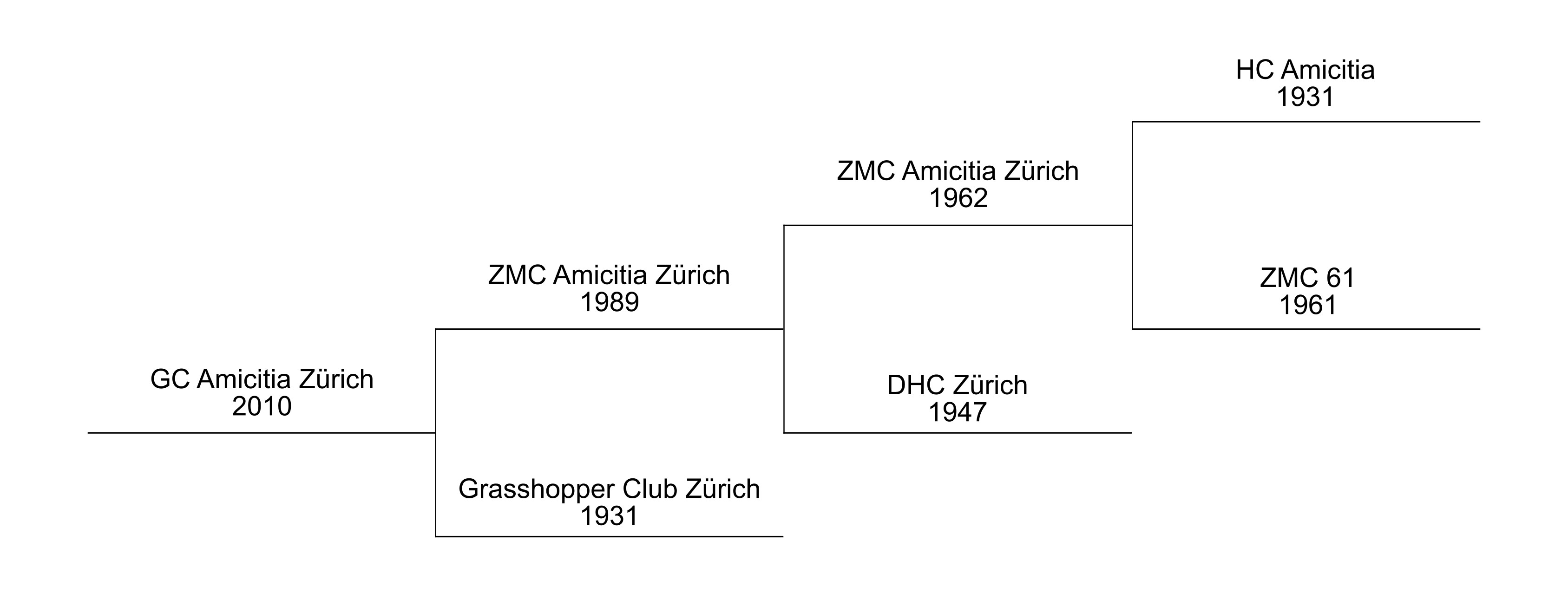
Geschichte des GC Amicitia Zürich

Die Handballsektion von GC wurde 1931 von Karl Schmid gegründet. Die besten Leute des Pfadfinderkorps Stadt Zürich (Sieger der Zürcher Handball-Meisterschaft 1930/31) und des Hochschul-Sportverein Zürich (ETH) (Dritte der Meisterschaft) wechselten zu GC. Das erste Spiel spielten sie am 14. Mai 1931 als Vorspiel zum Hockey- und Fussballspiel im Stadion Förrlibuck. Sie Spielten gegen den FC Young Fellows Zürich und verloren 4:2 (3:1). Dieses Spiel wurde noch als kombinierte Mannschaft aus Hochschul-Sportverein und Stadtkorps gespielt. Am darauffolgenden Wochenende 16. und 17. Mai 1931 spielten sie das erste Mal unter dem Namen Grasshoppers und gewannen das Zürcher Handball-Turnier 1931.
Im Frühling 1933 fand die erste Schweizermeisterschaft im Feldhandball statt. GC wurde zweiter in der Finalrunde hinter dem Abstinenten-Turnverein Basel (ATV). Am 12. März 1933 bestritten sie ihr erstes internationales Freundschaftsspiel gegen die Reichswehr Konstanz in Konstanz. Sie gewannen das Spiel 7:12 (3:6). In der Saison 1933/34 konnten sie sich revanchieren und gewannen den Meistertitel vor dem ATV. 1934/35 konnten sie ihren Titel wiederum vor dem ATV verteidigen. Am 19. Mai 1935 spielte die Schweizer Männer-Feldhandballnationalmannschaft ihr erstes Länderspiel. Dabei kamen 6 GC-Spieler zum Einsatz. In der 1935/36 mussten sie sich wieder vom ATV in der Meisterschaft geschlagen geben. Im August 1936 fanden die Olympischen Sommerspiele statt, dabei kamen fünf GC-Spieler zum Einsatz. 1936/37 wurden sie wiederum zweite hinter dem ATV. 1937 wurden sie nur 4. in der Ostgruppe und bestritten daher kein Endspiel. In der Saison 1938 konnten sie das Endspiel über den ATV gewinnen. An der Weltmeisterschaft 1938 war GC mit zwei Spielern vertreten. Die Meisterschaft 1939 wurde infolge der Mobilmachung abgebrochen. GC wurde in diesem Jahr Frühjahresmeister. Im selben Jahr spielten sie die ersten Hallenhandballspiele in Stuttgart gegen die Stuttgarter Kickers 5:4 und WAC Wien 0:6. Daher veranstalteten sie das erste Hallenhandballturnier der Schweiz in Zürich. Das Finale gewannen sie 11 zu 4 gegen die Sportgesellschaft Zürich.

### Hallenhandball
In der Zeit zwischen 1964 und 1977 prägte der norwegische Weltklassehandballer Arild Gulden, der auch in der Sektion Fussball mitmachte, das Geschehen; mit ihm holte der GCZ viele Meistertitel, sowohl im Fussball als auch im Handball.
Nachdem die Stadtzürcher in den 1980er-Jahren trotz des Engagements des Trainers Vlado Stenzel, der vorher mit Jugoslawien Olympiasieger und mit Deutschland Weltmeister geworden war, in die NLB abgestiegen waren, holten sie 1991 nach dem Wiederaufstieg ihren 21. Meistertitel im Handball. In der Saison 2005/06 wurden sie hinter den Kadetten Schaffhausen zum fünften Mal in Serie Vize-Schweizermeister.
Sie spielt in der Nationalliga A, seit der Saison 2007/08 in einer Allianz mit den Kadetten Schaffhausen. Den freiwerdenden Platz in der Swiss Handball League nahm die zweite Mannschaft der GC-Handballabteilung anstelle der ersten ein.
Am 23. August 2010 fusionierte die Handballabteilung mit dem Zürcher Handballclub Amicitia Zürich und bildet nun unter dem Namen GC Amicitia Zürich den grössten Handballverein der Schweiz.

## Präsidenten der Handballsektion
| Jahre                            | Name                             |               |
| -------------------------------- | -------------------------------- | ------------- |
| 1931 – 1932                      | Albrecht Springer                | [ 9 ]         |
| 1933 – 1936                      | Kurt Naef                        | [ 9 ]         |
| 1937                             | Albrecht Springer (2)            | [ 9 ]         |
| 1938                             | Erland Herkenrath                | [ 9 ]         |
| 1939 – 1940                      | Burkhard Gantenbein              | [ 9 ]         |
| 1941 – 1942                      | Albrecht Springer (3)            | [ 9 ]         |
| 1943 – 1945                      | Hermann Wintsch                  | [ 9 ]         |
| 1946 – 1950                      | Hannes van Looy                  | [ 9 ]         |
| 1951 – 1953                      | Emil Schlaginhaufen              | [ 9 ]         |
| 1954 – 1958                      | Ernst Meier                      | [ 9 ]         |
| 1959 – Min. 1963                 | Dieter Bührle                    | [ 10 ]        |
| 1982 – 1986                      | Karl Schmid                      | [ 11 ]        |
| 1986 – ?                         | Hermann Wagner                   | [ 12 ]        |
| Dezember 2001–2007               | Arnold Schuler                   | [ 13 ] [ 14 ] |
| Ehrenpräsident 1986: Karl Schmid | Ehrenpräsident 1986: Karl Schmid | [ 12 ]        |

## Bekannte Ehemalige Spieler
- Hansjakob Bertschinger
- Kang Jae-won
- Andy Schmid